# Wessel Freytag von Loringhoven
Wessel Oskar Karl Johann Freiherr Freytag von Loringhoven (Groß Born, 22 novembre 1899, 10 novembre del calendario giuliano – Mamerki, 26 luglio 1944) è stato un militare tedesco, colonnello dell'Oberkommando der Wehrmacht e membro della resistenza tedesca contro Adolf Hitler; Loringhoven era inoltre amico di Claus Schenk von Stauffenberg, il capo del complotto del 20 luglio 1944 per assassinare il Führer.

## Biografia
Loringhoven apparteneva ad una famiglia aristocratica tedesca del Baltico, residente in Curlandia. Crebbe a Adiamünde, in Livonia. Dopo gli esami di maturità, nel 1918, Loringhoven aderì volontario alla Baltische Landeswehr e, con l'indipendenza della Lettonia, divenne ufficiale del 13º Reggimento di Fanteria lettone. Nel 1922, lasciò la Lettonia, per entrare nell'esercito della Germania di Weimar (Reichswehr).
Loringhoven inizialmente simpatizzò con il programma per la Germania del nazionalsocialismo. Tuttavia, nel 1934, dopo la notte dei lunghi coltelli e numerose esperienze relative ai crimini di guerra compiuti dai tedeschi durante l'invasione dell'Unione Sovietica (Operazione Barbarossa), Loringhoven si unì alla resistenza contro la Germania nazista. Nel 1943, con l'aiuto dell'ammiraglio Wilhelm Canaris, Loringhoven venne trasferito all'Oberkommando der Wehrmacht come colonnello.

### Il tentativo di Hitler per rapire Papa Pio XII
Il figlio di Loringhoven, Nikolaus, testimoniando a Monaco nel 1972, riferì che suo padre contribuì a sventare il piano di Hitler per rapire Papa Pio XII. Niki von Freytag-Loringhoven riferì che, nei giorni dell'arresto di Benito Mussolini, ordinato da re Vittorio Emanuele III, il Führer ordinò al Reichssicherheitshauptamt di vendicarsi contro gli italiani attraverso il rapimento o uccisione di Pio XII e di Vittorio Emanuele.
Il figlio del colonnello, Nikolaus Freytag Loringhoven, riferì ancora che, tra il 29 ed il 30 luglio 1943, suo padre e Erwin Lahousen von Vivremont, che erano impiegati nella sezione dell'intelligence tedesca, occupandosi prevalentemente di sabotaggio, parteciparono ad una riunione a Venezia, dove l'ammiraglio Wilhelm Canaris, che faceva parte della resistenza, informò il generale italiano Cesare Amè del piano. Il generale Amè trasmise a Roma la notizia, facendo sì che l'attentato venisse sventato. Sia Lahousen che Freytag Loringhoven parteciparono con Claus Schenk von Stauffenberg al fallito attentato a Hitler del 20 luglio 1944.

### L'attentato del 20 luglio
Loringhoven fornì la carica per il detonatore e l'esplosivo per l'attentato contro Hitler del 20 luglio 1944. Riuscì ad ottenere esplosivi inglesi non riconosciuti dall'intelligence tedesco. Tuttavia Ernst Kaltenbrunner, il capo della Sicurezza del Reich, scoprì le azioni di Loringhoven. Il 26 luglio 1944, immediatamente prima di essere arrestato dalla Gestapo, poiché era consapevole delle tecniche di interrogatorio da loro utilizzate, Loringhoven si suicidò a Mauerwald, nella Prussia orientale.
Dopo la sua morte, sua moglie venne imprigionata insieme ai parenti degli altri membri del complotto. I suoi figli vennero invece separati dalla madre. Tutti furono finalmente liberati dalle forze alleate.